# Православно-англиканский диалог
Православно-англиканский диалог — одно из понятий для описания академически-богословского общения между последователями православия и англиканства, в т.ч. с целью обсуждения вопросов вероучения. Неофициальные англикано-православные контакты начались в конце XVI—начале XVII века и были вызваны взаимным интересом к сходствам и различиям в вероучении. Активизация двусторонних контактов произошла в конце XIX и начале XX века. Официальный богословский диалог был начат в 1930-х годах с учреждением Смешанной православно-англиканской богословской комиссии (СПАБК) (англ. Anglican-Orthodox Joint Doctrinal Comission). После Второй мировой войны работа Смешанной комиссии была возобновлена и привела к принятию ряда Согласованных заявлений (англ. Agreed Statement). В связи с введением Англиканским сообществом женского священства, неоднозначным отношением к гомосексуальности другими либеральными нововведениями, православная сторона отказалась рассматривать богословский диалог с англиканами, как средство для достижения евхаристического единства.

## Предыстория
После формирования Англиканской церкви в середине XVI века возник вопрос отношения англикан к Православию. Первые православно-англиканские контакты относятся к началу XVII века, когда Константинопольский патриарх Кирилл Лукарис направил письма архиепискому Кентерберийскому Джорджу Эбботу. При этом английские дипломаты оказывали поддержку Лукарису в его борьбе против иезуитов в Османской империи. Однако первые контакты были начаты еще в период правления Ивана IV Грозного. В 1624 году в знак благодарности Лукарис подарил Александрийский кодекс английскому королю Якову I. После некоторого перерыва православно-англиканские контакты были возобновлены перепиской Константинопольского патриарха Дионисия IV и англиканских богословов. Это сотрудничество привело к открытию в 1699—1705 годах в Оксфорде «Греческого колледжа» для обучения греческих студентов.
Отношения церквей осложняли случаи взаимного прозелитизма. Англиканские миссии на православных территориях активно занимались миссионерской деятельностью, чем вызывали недовольство православных. Лишь в 1840 году архиепископ Кентерберийский Уильям Хоули в письме к патриарху Константинопольскому отказался от практики прозелитизма. В 1868 году после проведения первой Ламбетской конференции патриарх Григорий VI по просьбе архиепископа Кентерберийского разрешил православным священникам совершать обряд погребения и хоронить англикан на православных кладбищах. В 1870 году в Или состоялась встреча англиканских и православных богословов на которой стороны сформировали три группы обсуждаемых вопросов. В 1874 году патриарх Иоаким II разрешил венчание англикан в православных храмах. Эти инициативы применялись на практике в Греции в местах проживания английских торговцев и моряков. Богословские консультации между православными, англиканами и старокатоликами проходили в 1874—1875 годах на Боннских конференциях. В 1888 году на очередной Ламбетской конференции англиканские иерархи выразили надежду на диалог с православными с целью достижения единства. В то же время под нажимом «Низкой церкви» англикане перечислили те вопросы, по которым они не могут согласиться с православными: иконопочитание, почитание Богородицы и святых. Булла папы римского Льва XIII (1896) относительно недействительности англиканских рукоположений привела к дальнейшим богословским контактам англикан и православных, которые комментировали данный документ.
Активно православно-англиканский диалог развивался благодаря деятельности Русской православной церкви. В России первые контакты с английской церковью датируются концом XVI века, а двустороннее сотрудничество началось в начале XIX века. В 1840 году диакон Англиканской церкви Уильям Палмер побывал в России, где имел встречи с иерархами Русской церкви Филаретом (Дроздовым), Игнатием (Брянчаниновым). В 1918 году на Поместном соборе РПЦ англикане наряду со старокатоликами были выделены как деноминации, с которыми необходимо активно развивать диалог с целью единства. Представители РПЦ начали принимать участие в общеправославном богословском диалоге с Англиканской церковью с 1976 года.

## Официальный диалог в начале XX века
В 1908 году Ламбетская конференция позволила православным верующим участвовать в англиканских таинствах, в случае необходимости. В 1920-х годах в работе Ламбетской конференции приняли участие представители девяти Поместных Православных церквей. В это же время было принято решение о создании Смешанной православно-англиканской богословской комиссии (СПАБК) (англ. Anglican-Orthodox Joint Doctrinal Comission). В октябре 1931 года состоялось первое заседание Смешанной комиссии под председательством митрополита Константинопольского патриархата Германа (Стринопулоса) и епископа Глостера Артура Хедлама. В состав комиссии вошли богословы церквей Англиканского сообщества и представители Александрийской, Антиохийской, Иерусалимской, Константинопольской, Элладской, Сербской, Румынской, Кипрской и Польской Православных церквей. Соглашения, достигнутые в ходе работы Комиссии были выражены в шести темах:
- О христианском Откровении;
- О Священном Писании и Предании;
- О вере Церкви;
- О Святом Духе (англикане допустили возможность ликвидации Filioque, но отметили, что согласно учению Святых отцов существует исхождение Святого Духа от Отца через Сына — per Filio);
- О многообразии церковных обычаев;
- О таинствах.

Комиссия также выразила три условия возможного объединения церквей: признание кафоличности и уважение независимости друг друга, допуск верующих к таинствам и единство не означает полного согласия со всеми вероучительными положениями противоположной стороны.
Второе заседание Комиссии прошло в 1935 году в Бухаресте. На встрече обсуждались «39 статей англиканского вероисповедания» и таинство священства в Англиканской церкви. По итогам этих собеседований Синод Румынской церкви признал англиканскую иерархию и рукоположения. Элладская православная церковь в свою очередь заявила, что отдельные Православные церкви не могут выносить решение по данному вопросу от лица всего Вселенского Православия. Вторая мировая война прервала официальный богословский диалог. Официальные встречи 1920-х и 1930-х годов прошли без представителей Русской православной церкви, переживавшей преследования советской власти.

## Официальный диалог во второй половине XX века
После встречи архиепископа Кентерберийского Майкла Рамсея и Константинопольского патриарха Афинагора, а также решений Ламбетской конференции (1948, 1968) и Всеправославного совещания (1964) официальный богословский диалог был возобновлён. В 1962—1966 годах стороны обсуждали вопросы возобновления богословских дискуссий. В 1966—1972 годах состоялись предварительные встречи участников диалога на подготовительном этапе (в Белграде, Шамбези, Хельсинки). Первая серия официальных встреч прошла в 1972—1976 годах в Женеве, Оксфорде и Москве. На этих заседаниях стороны сформулировали богословские темы для дискуссии, а также создали подкомиссии по догматическим вопросам. Заседание Смешанной богословской комиссии в 1976 году в Москве завершилось подписание «Московского согласованного заявления» (англ. Moscow Agreed Statement). В данном документе стороны пришли к согласию по семи вопросам: богопознанию, богодухновенности, авторитету Священного Писания и Предания, авторитету Соборов, отношению к Filioque, к Церкви как евхаристической общине, призыванию Святого Духа в Евхаристии. С 1976 по 1978 годы в диалоге наметился «кризисный период» вызванный, прежде всего, либеральными новшествами в Англиканской церкви: теологическим модернизмом и рукоположением женщин. В этот же период (1976—1984) происходит вторая серия совместных встреч (в Лландафе, Женеве, Кентербери, Одессе) и в 1984 году в Дублине стороны подписывают «Дублинское согласованное заявление» (англ. Dublin Agreed Statement). В соглашение были включены 3 обширных раздела: «Тайна Церкви», «Веру в Святую Троицу» и «Богослужение и Предание». В 1989 году Смешанная богословская комиссия была переименована в Международную комиссию англикано-православного богословского диалога (англ. The International Commission of the Anglican-Orthodox Theological Dialogue). В 1990 году состоялась встреча в Новом Валааме, которая определила пути дальнейшего диалога. Заседания богословской комиссии также прошли в 1998 (Румыния) и 1999 (Великобритания) годах.

## Диалог в XXI веке и современное состояние
В 2001 году в греческом Волосе богословская комиссия обсуждала таинство священства. В 2002 году в Абергавенни (Уэльс), в 2003 году в Аддис-Абебе и в 2004 году в Кентербери состоялись заседания по экклезиологическим вопросам и было начато обсуждение проблемы женского священства. Эти дискуссии привели к подписанию третьего по счёту согласованного заявления (англ. Cyprus Agreed Statement) в 2006 году на Кипре. Данный документ включал в себя следующие темы:
- Троица и Церковь
- Христос, Святой Дух и Церковь
- Христос, человечество и Церковь
- Епископство, епископ и первенство
- Священство, Христос и Церковь
- Женщины, мужчины и служение в Церкви
- Ересь, раскол и Церковь
- Евхаристическое общение.

С 2009 года проходила четвёртая серия взаимных встреч с целью выработки четвёртого согласованного заявления. Состоялись очередные встречи комиссии в 2009, 2010, 2011, 2012, 2013, 2014, 2015, 2016, 2017, 2018 и 2019 годах. Работа богословов привела к выработке четвёртого согласованного заявления (англ. The Buffalo Agreed Statement) и его подписанию в 2015 году в Баффало.

## Богословские аспекты диалога и его оценки
Исследователи отмечают три или четыре стадии богословского диалога со второй половины XX века. Собеседования 1970-х и первой половины 1980-х годов были сосредоточены на догматических вопросах и привели к подписанию двух согласованных заявлений Московского (1976) и Дублинского (1984). Затем богословский диалог был сфокусирован на темах экклезиологии и антропологии.
В ходе богословских собеседований сторонами были выявлены наиболее проблемные вопросы в дискуссии. Одной из главных претензий англикан к православным были: иконопочитание, почитание Богородицы и святых. Однако, при подписании второго согласованного заявления в 1984 году, англиканские богословы признали православное учение об иконах. В ходе собеседований англикане придавали большее значение первых четырём Вселенским соборам, в ущерб значимости последующих трёх. С таким подходом православные богословы согласиться не могли. Различные точки зрения сторон были и на вопрос о «святости Церкви»: англикане заявляли, что Церковь является ареной борьбы греха и благодати, а православные утверждали, что греховность членов Церкви не является свойством самой Церкви. Несмотря на достигнутые соглашения по ряду проблемных вопросов, большинство церквей Англиканского сообщества отрицательно отреагировали на необходимость изъятия Filioque из Символа веры, а православные богословы крайне негативно относились к хиротонии женщин.
Течение диалога значительно осложнилось после того как Ламбетская конференция 1978 года приняла документ о рукоположении женщин, а в североамериканских провинциях Англиканского сообщества началось рукоположение людей, состоящих в однополых союзах. После этого Константинопольский патриарх Димитрий заявил: «в случае продолжения женских рукоположений англикано-православные переговоры станут всего лишь академическими связями и утратят главную цель — достижение христианского единства». Начавшаяся практика благословения однополых союзов в 2009 году некоторыми провинциями Англиканского сообщества (Епископальная церковь в США) ещё больше осложнила православно-англиканский диалог и привела к резкой критике «либерализма» англикан православной стороной. Так, например Русская православная церковь в 2003 году после возведения в сан епископа открытого гомосексуалиста Джина Робинсона прервала контакты с Епископальной церковью США, а Отдел внешних церковных связей Московского патриархата осудил этот факт, как антихристианский и кощунственный.
Важным вопросом диалога также стало признание православной стороной рукоположений в Англиканской церкви. Часть поместных Православных церквей (Константинопольская, Иерусалимская, Александрийская, Кипрская и Румынская) признали апостольское преемство Англиканской церкви, наряду с преемством католической, старокатолической и армянской церквей. Элладская православная церковь заявила, что по данному вопросу отдельные поместные церкви не могут выражать общеправославную точку зрению. Русская православная церковь заграницей в 1935 году высказалась против признания рукоположений англикан.

## Комментарии
1. ↑  Богословский диалог  в христианстве — двусторонние или многосторонние встречи представителей христианских деноминаций с целью сближения путём анализа  вероучения участвующих в диалоге церквей[1].